# Бадамзар (станция метро)
«Бадамзар» (узб. Bodomzor — миндальная роща) — станция Ташкентского метрополитена.
Открыта для пассажиров 26 октября 2001 года в составе первого участка Юнусабадской линии : «Шахристан» — «Минг Урик».
Расположена между станциями : «Шахристан» и «Минор».

## Характеристика
Станция : односводчатая, мелкого заложения с двумя подземными вестибюлями.

## Оформление
В переводе название станции звучит как «миндальная роща», поэтому стилизованный образ миндаля доминирует в оформлении станции. Сама станция — это огромный сводчатый дворец округлой формы.

## Галерея

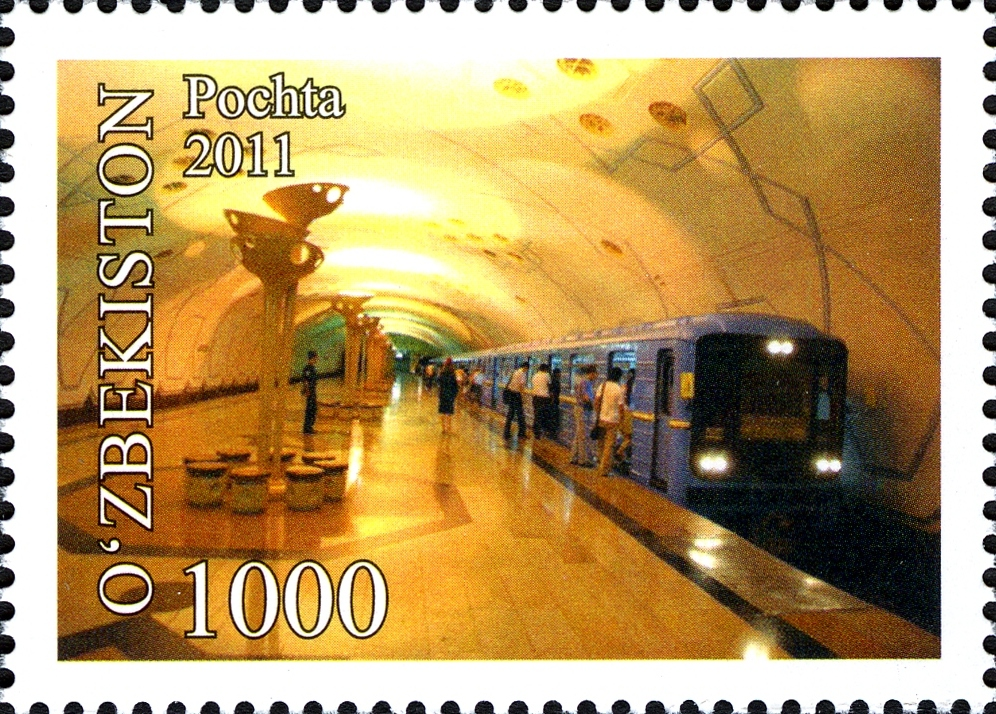
Станция метро «Бадамзар» на почтовой марке Узбекистана, 2011 год.
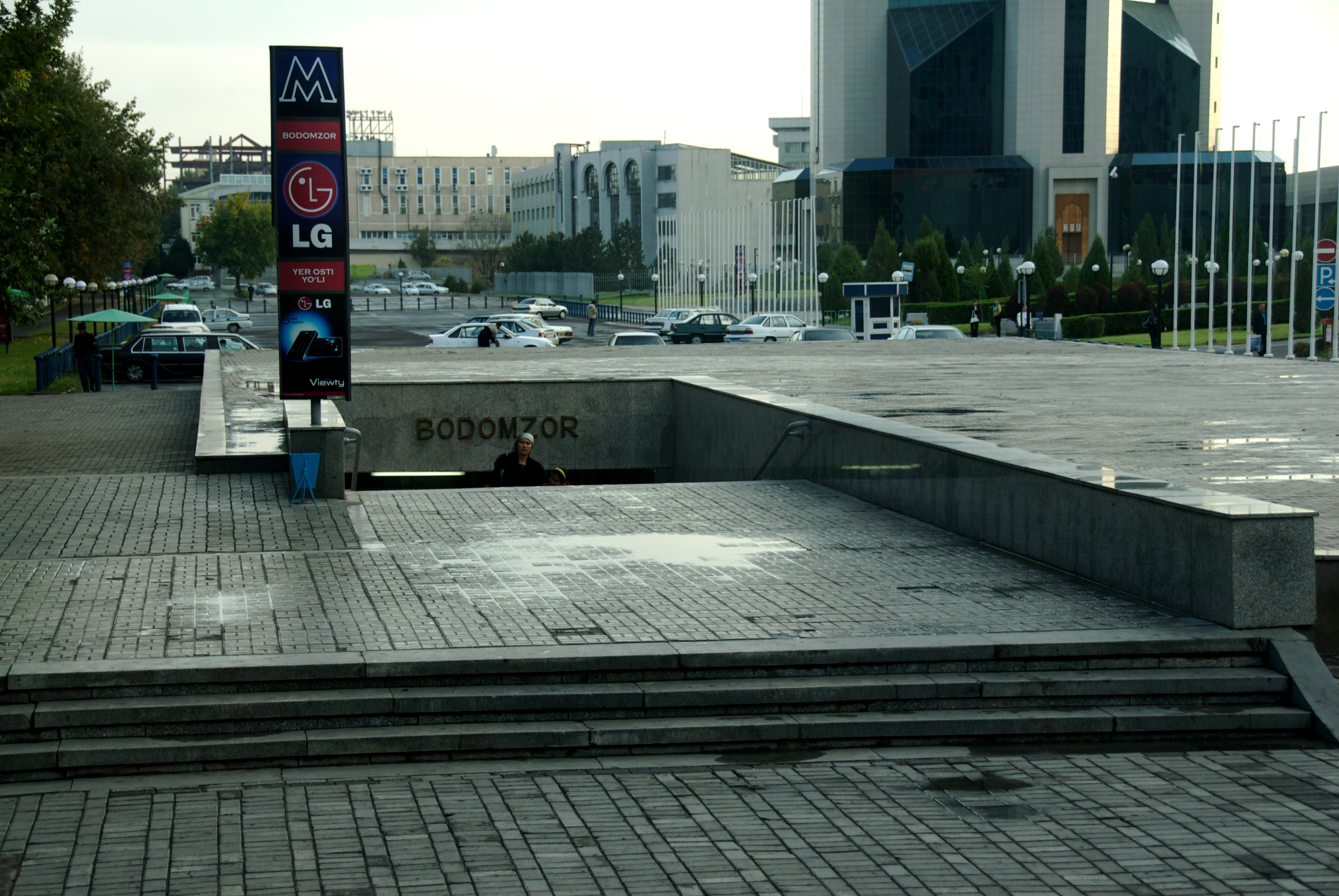
Спуск на станцию «Бадамзар».
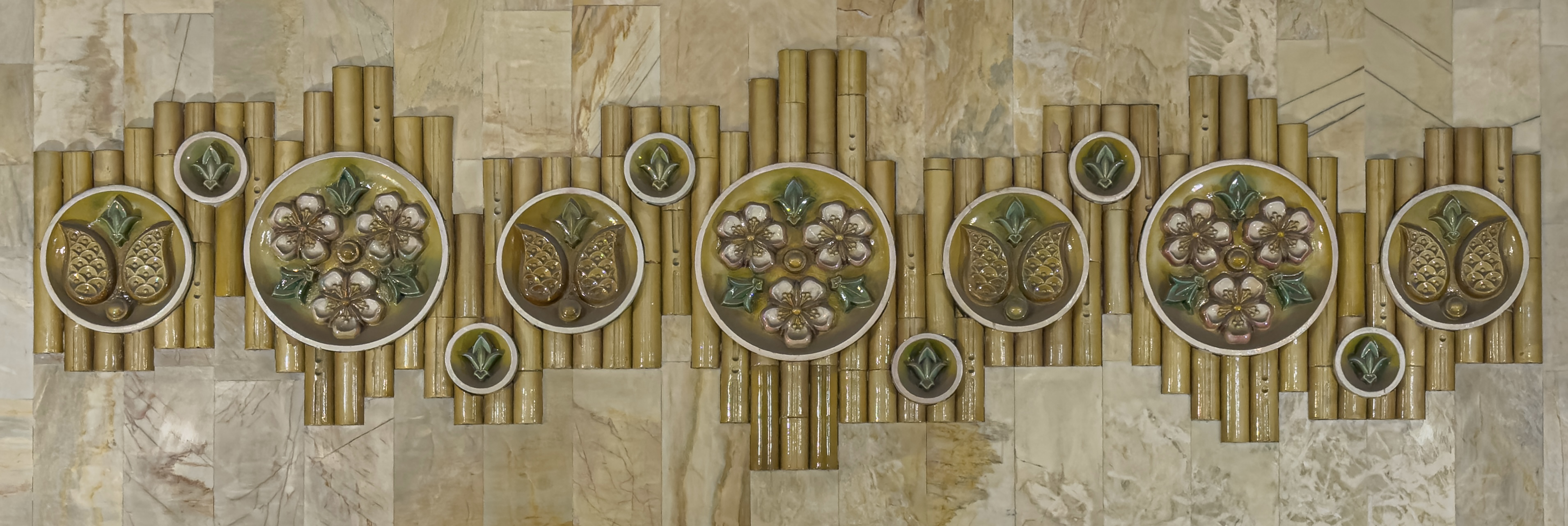
Керамическое панно при спуске на станцию.
Станция.
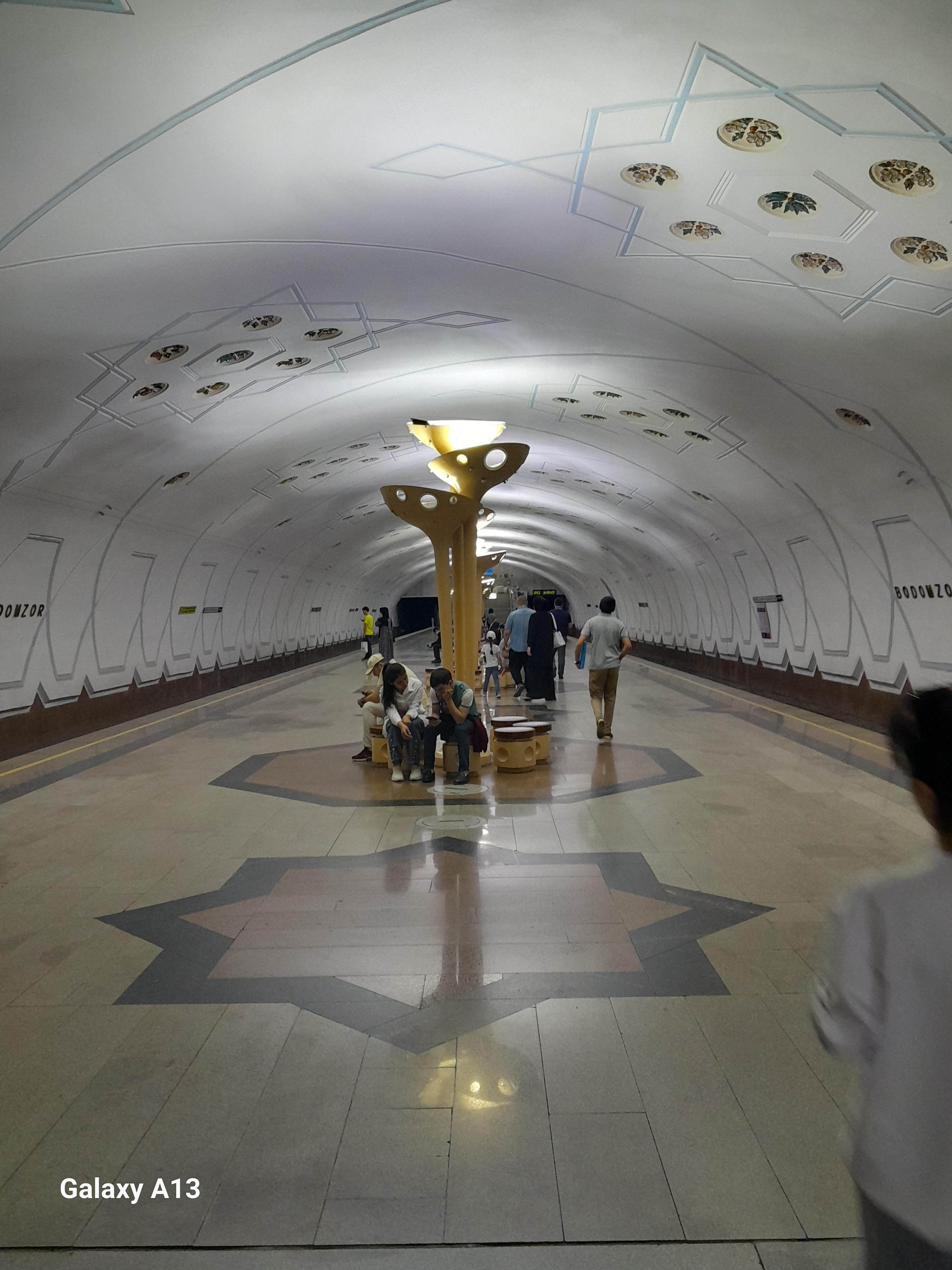
Станция.
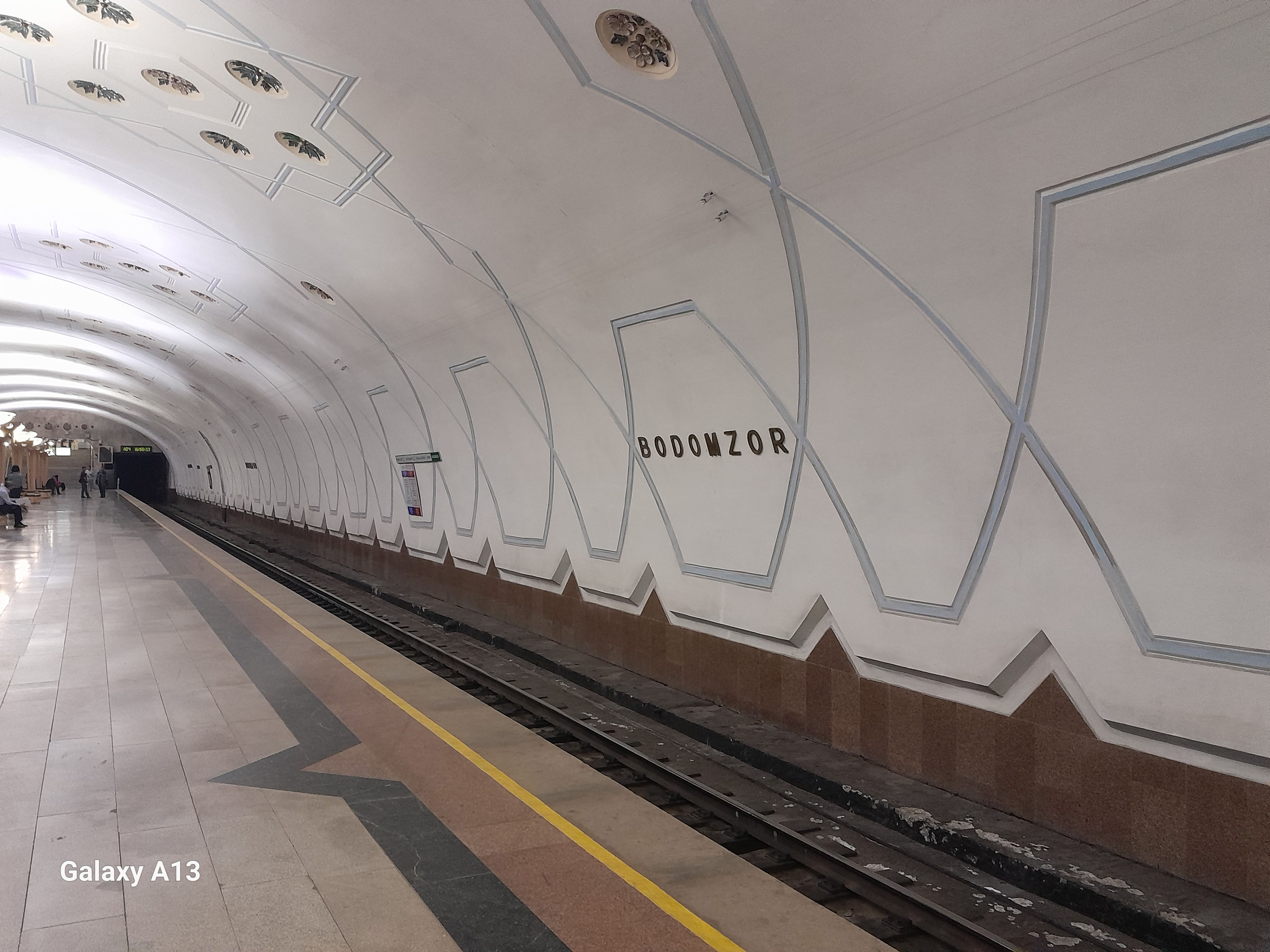
Путевая стена станции.
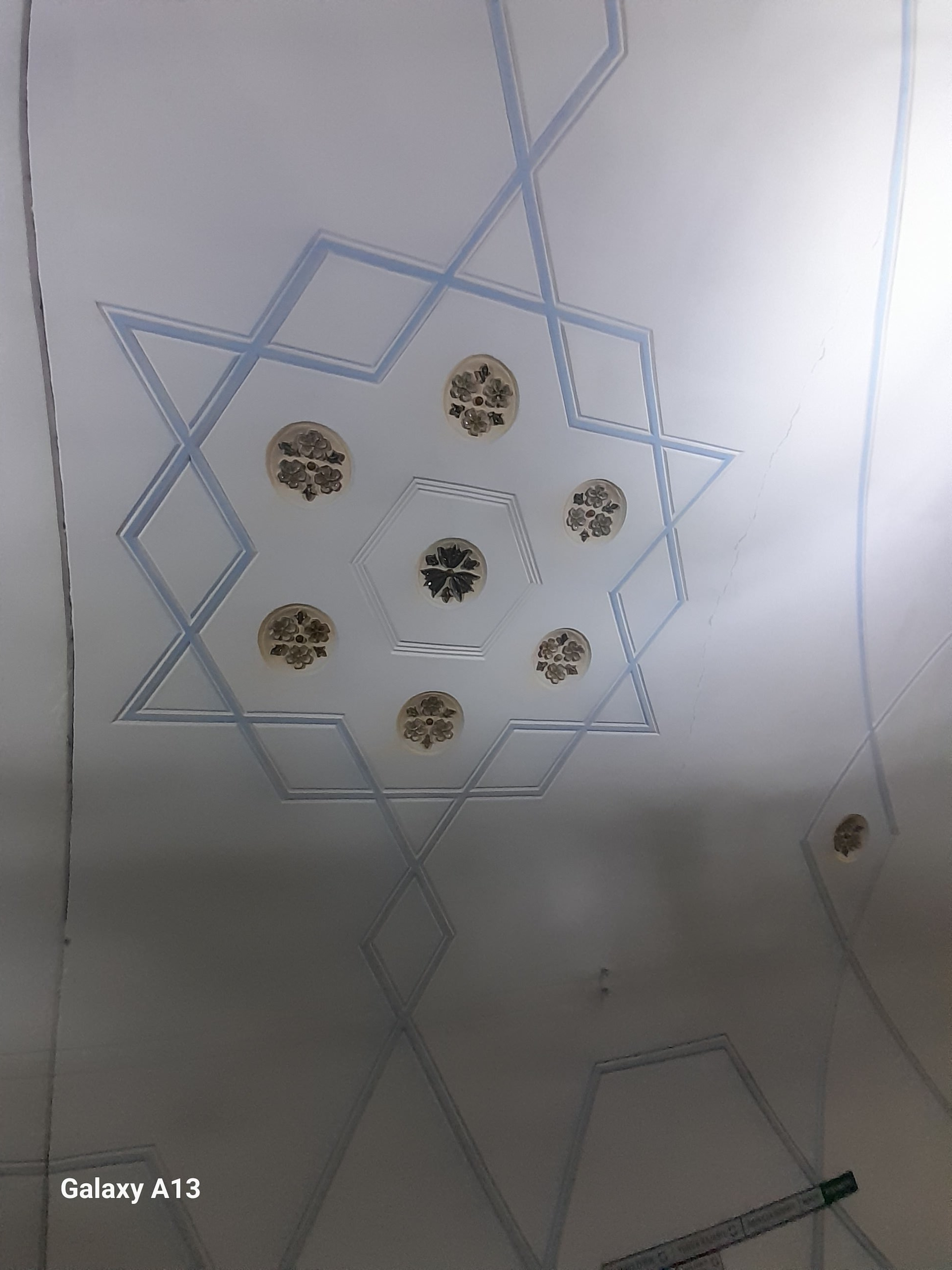
Керамика на путевой стене станции.